# Park Narodowy Simien
Park Narodowy Simien – park narodowy położony w regionie administracyjnym Amhara w Etiopii. Został utworzony w 1969. Obejmuje powierzchnię 220 km².

## Flora
Teren parku obejmuje lasy górskie. Najwyższe partie porastają wrzośce drzewiaste i trawy.

## Fauna
Na terenie Parku Narodowego Simien występuje wiele gatunków zwierząt, wśród których można wymienić: lamparty, karakale stepowe, dżelady brunatne, pawiany oliwkowe, gerezy, kaberu etiopskie czy występujące niemal wyłącznie tylko tutaj Koziorożce abisyńskie.